# キタイイズナ
キタイイズナ（Mustela nivalis nivalis）は、ネコ目（Carnivora）の中では世界最小の種であるイタチ科イタチ属イイズナ種の亜種で、北海道に生息するイイズナである（→写真）。

## 分布
北海道の海岸部、平野部から高山帯に至るまで、本種の捕食対象となるネズミが生息している地域に広く分布する。本種の体型は細身で小型なため、ネズミの巣穴に侵入することに適している。

## 特徴
成獣の大きさはオスとメスで異なり、オスの方が大きく、体長はオスが約17 - 18cm、メスが約15 - 17cm。尾長はオスが約2 - 3cm、メスも約2 - 3cm。体重はオスが約80 - 100g、メスが約50g。毛色は、下顎から腹部にかけては1年を通して白色。尾の先端は黒色。それ以外の部位の毛色は夏毛と冬毛で異なり、夏毛は茶系色、冬毛は白色。換毛期は、夏毛への換毛は4月から5月にかけて、冬毛への換毛は10月から11月にかけての期間。歯数は、切歯が上6本下6本、犬歯が上2本下2本、前臼歯が上6本下6本、後臼歯が上2本下4本、合計34本。乳頭数は、胸部は無し、腹部1対または2対、鼠径部2対、合計6個または8個。指趾数（指の数）は、前肢が5本、後肢が5本、合計20本。
本種のオスには陰茎骨があり、その先端は鉤型に曲っている。

## 生態
本種は冬眠はしないで1年中活動し、その活動時間帯は特に定まっておらず、昼夜活動する。繁殖期以外は基本的に単独で行動する。
巣は、既存の穴や隙間を使用する。
食性は主に動物食で、ネズミや両生類、魚、カニ、昆虫類、ミミズ、動物の死体など。また、ヤマグワやサクラ、ヤマブドウ、マタタビ、コクワ（サルナシ）の実などの植物質のものも食べる。

### 繁殖と子イイズナの独立
繁殖期は4月から8月にかけての期間で、その年に1,2回出産する。子育てはメスだけで行う。妊娠期間は約5週間。1度の出産で4 - 6匹の新生子を産む。新生子は視力と聴力がない。生後2 - 3週目で乳歯が生え、3 - 4週目で離乳し、4週目で視力を得る。8週目になると幼獣自身で捕食するようになり、9 - 12週目に親離れする。翌年には繁殖できる個体が多い。

## 関連文献
- 森脇和郎「日本産野生動物種の起源に関する遺伝学的研究」『1989年度 研究実績報告書』2005年 - 2009年、国立情報学研究所、2010年1月22日(金)閲覧。